# Phare de Smith Island
Le phare de Smith Island est un phare situé sur Smith Island (Washington) (en) une île située à l'est du détroit de Juan de Fuca (Comté d'Island), dans l'État de Washington (États-Unis). L'ancien phare a été désactivé en 1957 et remplacé la même année par une station automatique .
Ce nouveau phare est géré par la Garde côtière américaine, et les phares de l'État de Washington sont entretenues par le District 13 de la Garde côtière  basé à Seattle.
L'ancien phare est inscrit au Registre national des lieux historiques depuis le 4 juin 1978 .

## Histoire
Smith Island est une petite île à la limite est du Détroit de Juan de Fuca, au sud des Îles de San Juan et à environ 10 km à l'ouest de l'Île Whidbey.
Le premier phare de Smith Island a été construit en 1858 en utilisant la conception classique de la Nouvelle-Angleterre d'une maison-phare avec une tour centrée sur le toit. L'énergie électrique était fournie par un groupe de 18 batteries de camions connectées en série et rechargées par des générateurs à essence. La station se trouvait à environ 61 m du bord ouest de l'île. La colline a commencé à s'éroder, et quand la falaise a atteint la porte d'entrée dans les années 1950, le phare a été abandonné. On a pu voir le phare partiellement démoli s'accrochant précairement à la falaise durant les années 1980 jusqu'au printemps de 1998, quand le dernier vestige est tombé dans la mer.
Avant que l'érosion ne l'ait renversé totalement dans la mer, la lanterne a été récupérée avec son matériel qui fait maintenant partie du Skunk Bay Memorial Lighthouse situé sur la pointe nord de la péninsule de Kitsap.

## Phare actuel
Le phare a été remplacé, en 1957, par une lumière de navigation automatique sur une tourelle métallique carrée de 15 m de haut. Ce feu émet, à une hauteur focale de 30 m un éclat blanc toutes les 10 secondes.
La tour abrite également une station météorologique exploitée par le National Oceanic and Atmospheric Administration.
Identifiant : ARLHS : USA-763 - Amirauté : G4778 - USCG : 6-16375 .
|                 |
| San Juan Island |

|                                 |
| La station avant sa destruction |

### Lien connexe
- Liste des phares de l'État de Washington